# Lijst van Eurocommissarissen voor de Interne Markt
De functie van Europees commissaris voor de Interne Markt is een van de oudste nog bestaande functies binnen de Europese Commissie. De commissaris was al vertegenwoordigd bij de lancering van de Commissie in 1958. Tussen 2004 en 2014 werd de functie aangeduid als Interne Markt en Diensten.

## Rechtsgrondslag
Artikel 26 van het Verdrag betreffende de werking van de Europese Unie luidt als volgt:

1. De Unie stelt de maatregelen vast die ertoe bestemd zijn om de interne markt tot stand te brengen en de werking ervan te verzekeren, overeenkomstig de bepalingen ter zake van de Verdragen.
2. De interne markt omvat een ruimte zonder binnengrenzen waarin het vrije verkeer van goederen, personen, diensten en kapitaal is gewaarborgd volgens de bepaling van de Verdragen.
3. Op voorstel van de Commissie stelt de Raad de noodzakelijke beleidslijnen en voorwaarden vast om een evenwichtige vooruitgang in het geheel der betrokken sectoren te garanderen. 

## Achtergrond

### Hans von der Gröben (1967-1970)
In de jaren zestig waren er diverse wetgevende handelingen doorgevoerd die de discriminatie tussen geïmporteerde en binnenlands geproduceerde producten moest voorkomen en bestrijden. Deze wetgevingshandelingen werden doorgevoerd om uiting te geven aan artikel 34 van het Verdrag van Rome betreffende het verbod op invoerbeperkingen tussen de lidstaten van de Europese Economische Gemeenschap. De Europese Commissie was echter van mening dat de gemeenschappelijke markt nog steeds te veel beperkingen kende. De commissie duidde op de nationale maatregelen die bepaalde voorwaarden stelde aan hun producten. Deze voorwaarden kenden geen discriminerende werking tussen nationale en buitenlandse producten, maar het effect van deze voorwaarden was dat de invoer werd beperkt. Deze beperkingen belemmerde de interne markt aanzienlijk.
Eurocommissariss Hans von der Gröben onderhandelde met de zes lidstaten en bereikte tijdens de Raadsvergadering van 22 december 1969 een overeenkomst. Richtlijn 55/1970 van de Raad betrof de opheffing van de maatregelen van gelijke werking van kwantitatieve invoerbeperkingen. In 1970 kwam het Europees Hof van Justitie in het Dassonville-arrest tot dezelfde conclusie. Het Hof oordeelde dat bij de vaststelling van een beperking naast de vaststelling van een discriminerende werking ook moest worden gekeken naar het effect van de maatregel voor de werking van de interne markt.

### Elżbieta Bieńkowska (2014-)
Op 28 oktober 2015 lanceerde Eurocommissariss Elżbieta Bieńkowska een nieuwe strategie voor de toekomst. Sinds het aantreden van de Commissie-Juncker in november 2014 zijn er diverse initiatieven gestart om de interne markt te voltooien en te verbeteren;
| Beleid                                                | Doel |
| ----------------------------------------------------- | --- |
| Europees Fonds voor Strategische Investeringen (EFSI) | Het fonds moet de investeringen van bedrijven stimuleren en de economische groei bevorderen. (in samenwerking met de Europees Commissaris voor Investeringen Jyrki Katainen) |
| Europese Energie Unie (EEU)                           | De energie-unie moet een interne markt voor klimaatvriendelijke en betaalbare energie binnen de EU tot stand brengen. (in samenwerking met de Europees Commissaris voor de Energie Unie Maros Sefcovic)                                                                          |
| Europese Digitale Interne Markt                       | De digitale interne markt moet een interne markt voor online transacties bewerkstelligen. (in samenwerking met de Europees Commissaris voor de Digitale Interne Markt Andrus Ansip)                                                                                              |
| Europese Kapitaalmarktenunie                          | De kapitaalmarktenunie moet het gemakkelijker maken om geld te lenen en kapitaaltransacties uit te voeren. (in samenwerking met de Europees Commissaris voor Financiële Stabiliteit Jonathan Hill)                                                                               |
| Transatlantic Trade and Investment Partnership (TTIP) | De economische samenwerking met de Verenigde Staten van Amerika moet meer economische groei opleveren. De afspraken kunnen ook effecten hebben voor de economische standaarden van de interne markt. (in samenwerking met de Europees Commissaris voor Handel Cecilia Malmström) |
| Gemeenschappelijk Vervoersbeleid (GVB)                | De interne markt van vervoersdiensten in de EU moet concurrerender worden. (in samenwerking met de Europees Commissaris voor Vervoer Violeta Bulc) |

## Commissarissen
| #  | Eurocommissaris voor de Interne Markt | Eurocommissaris voor de Interne Markt | Eurocommissaris voor de Interne Markt        | Termijn                              | Nationale partij                 | Europese Partij | Commissie      | Land                     | Overige Portfolio(s)                                     |
| -- | ------------------------------------- | ------------------------------------- | -------------------------------------------- | ------------------------------------ | -------------------------------- | --------------- | -------------- | ------------------------ | -------------------------------------------------------- |
| 1  |                                       | Piero Malvestiti                      | Piero Malvestiti (1899–1964)                 | 10 januari 1958 – 15 september 1959  | DC                               | EVP             | Hallstein I    | Italië                   |                                                          |
| 2  |                                       | Giuseppe Caron                        | Giuseppe Caron (1904–1998)                   | 25 november 1959 – 9 januari 1962    | DC                               | EVP             | Hallstein I    | Italië                   |                                                          |
| 2  | 9 januari 1962 – 15 mei 1963          | Giuseppe Caron                        | Giuseppe Caron (1904–1998)                   | Hallstein II                         | DC                               | EVP             | Vicevoorzitter | Italië                   |                                                          |
| 3  |                                       |                                       | Guido Colonna di Paliano (1908–1982)         | Hallstein II                         | 30 juli 1964 – 2 juli 1967       | O               | O              | Italië                   |                                                          |
| 4  |                                       | Hans von der Gröbe                    | Hans von der Gröben (1907–2005)              | 6 juli 1967 – 1 juli 1970            | O                                | EVP             | Rey            | Bondsrepubliek Duitsland | Regionaal Beleid                                         |
| 5  |                                       | Wilhelm Haferkamp                     | Wilhelm Haferkamp (1923–1995)                | 1 juli 1970 – 21 maart 1972          | SPD                              | PES             | Malfatti       | Bondsrepubliek Duitsland | Energie Euratom                                          |
| 5  | 21 maart 1972 – 5 januari 1973        | Wilhelm Haferkamp                     | Wilhelm Haferkamp (1923–1995)                | Mansholt                             | SPD                              | PES             |                | Bondsrepubliek Duitsland | Energie Euratom                                          |
| 6  |                                       | Finn Olav Gundelach                   | Finn Olav Gundelach (1925–1981)              | 6 januari 1973 – 5 januari 1977      | O                                | O               | Ortoli         | Denemarken               | Douane-unie                                              |
| 7  |                                       | Étienne Davignon                      | Étienne Davignon (1932)                      | 6 januari 1977 – 5 januari 1981      | O                                | O               | Jenkins        | België                   | Industrie                                                |
| 8  |                                       | Karl-Heinz Narjes                     | Karl-Heinz Narjes (1924–2015)                | 6 januari 1981 – 5 januari 1985      | CDU                              | EVP             | Thorn          | Bondsrepubliek Duitsland | Consumentenbescherming Douane-unie Innovatie Milieuzaken |
| 9  |                                       |                                       | Baron Cockfield Arthur Cockfield (1916–2007) | 6 januari 1985 – 5 januari 1989      | Con                              | EVP             | Delors I       | Verenigd Koninkrijk      | Vicevoorzitter Fiscale Zaken Douane-unie                 |
| 10 |                                       | Martin Bangemann                      | Martin Bangemann (1934–2022)                 | 6 januari 1989 – 5 januari 1993      | FDP                              | ALDE            | Delors II      | Bondsrepubliek Duitsland | Vicevoorzitter Industrie                                 |
| 10 | 6 januari 1993 – 24 januari 1995      | Martin Bangemann                      | Martin Bangemann (1934–2022)                 | Delors III                           | FDP                              | ALDE            |                | Bondsrepubliek Duitsland | Vicevoorzitter Industrie                                 |
| 11 | 6 januari 1993 – 24 januari 1995      |                                       |                                              | Delors III                           | Raniero Vanni d'Archirafi (1931) | O               | O              | Italië                   | Ondernemerschap Midden- en Kleinbedrijf                  |
| 12 |                                       | Mario Monti                           | Mario Monti (1943)                           | 25 januari 1995 – 15 september 1999  | O                                | O               | Santer         | Italië                   | Douane-unie Fiscale Zaken Financiële Diensten            |
| 13 |                                       | Frits Bolkestein                      | Frits Bolkestein (1933–2025)                 | 15 september 1999 – 22 november 2004 | VVD                              | ALDE            | Prodi          | Nederland                | Douane-unie Fiscale Zaken                                |
| 14 |                                       | Charlie McCreevy                      | Charlie McCreevy (1949)                      | 22 november 2004 – 9 februari 2010   | FF                               | ALDE            | Barroso I      | Ierland                  | Douane-unie Fiscale Zaken                                |
| 15 |                                       | Michel Barnier                        | Michel Barnier (1951)                        | 9 februari 2010 – 1 november 2014    | UMP                              | EVP             | Barroso II     | Frankrijk                | Vicevoorzitter Industrie                                 |
| 16 |                                       | Elżbieta Bieńkowska                   | Elżbieta Bieńkowska (1964)                   | 1 november 2014 – 1 december 2019    | PO                               | EVP             | Juncker        | Polen                    | Industrie Midden- en Kleinbedrijf Ondernemerschap        |
| 17 |                                       | Thierry Breton                        | Thierry Breton (1955)                        | 1 december 2019 – heden              | O                                | O               | Von der Leyen  | Frankrijk                |                                                          |